# Begraafplaats van Fécamp
De Begraafplaats van Fécamp (Le Val aux Clercs) is een gemeentelijke begraafplaats in de Franse gemeente Fécamp (departement Seine-Maritime). Deze grote begraafplaats ligt in een dal aan de Rue Jean-Louis Leclerc op 1.100 m ten zuidwesten van het centrum van Fécamp (gemeentehuis).

## Oorlogsgraven

### Belgische graven

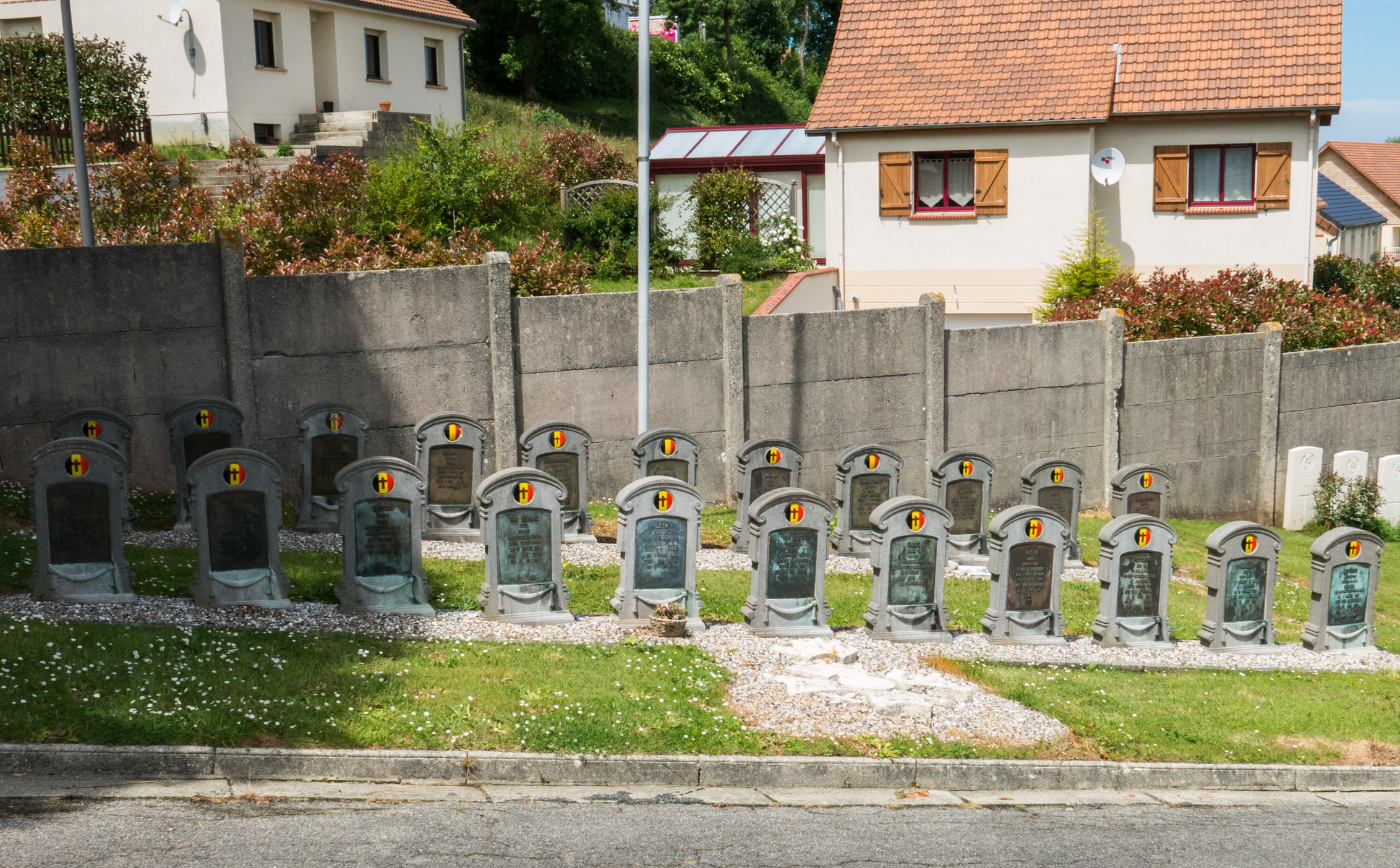
Belgische graven

Naast de Britse perken ligt een Belgisch ereveld met 22 Belgische gesneuvelden (waaronder 1 niet geïdentificeerde) uit de Eerste Wereldoorlog.
De Belgische graven worden onderhouden door de gemeente Fécamp.

### Britse graven
Tegen de westelijke muur van de begraafplaats ligt een perk met 11 Britse zeelui van de koophandelsvloot die sneuvelden in de Eerste Wereldoorlog.
Daarvoor ligt een perk met 14 Britse, 2 Australische, 1 Canadees en 4 niet geïdentificeerde  gesneuvelden uit de Tweede Wereldoorlog.
- Dennis Harding Walton, majoor bij de Royal Marines werd onderscheiden met het Military Cross (MC). Hij sneuvelde op 4 september 1944.

De Britse graven worden onderhouden door de Commonwealth War Graves Commission en zijn daar geregistreerd als Fecamp (Le Val aux Clercs) Communal Cemetery.

### Franse graven

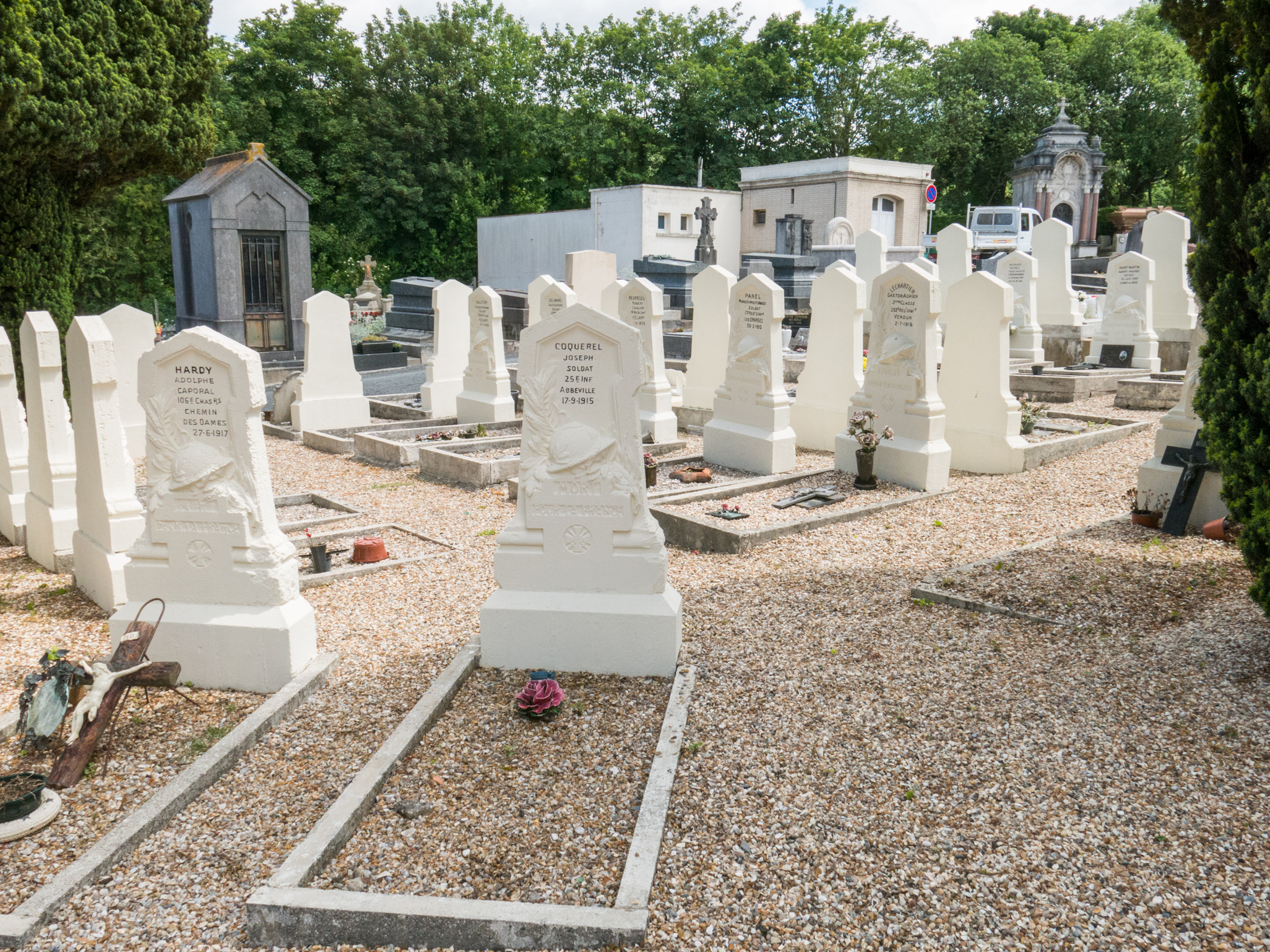
Franse graven

In het noordelijk deel staat een herdenkingsmonument voor de slachtoffers uit de beide wereldoorlogen en andere conflicten waarbij het Franse leger betrokken was. Daarrond ligt een perk met meer dan 100 gesneuvelde Franse militairen.  
Voor de gedeporteerden naar de concentratiekampen en de slachtoffers van de gedwongen tewerkstelling werden eveneens herdenkingsmonumenten opgericht.